# Confrérie Notre-Dame de l'Arbre Sec

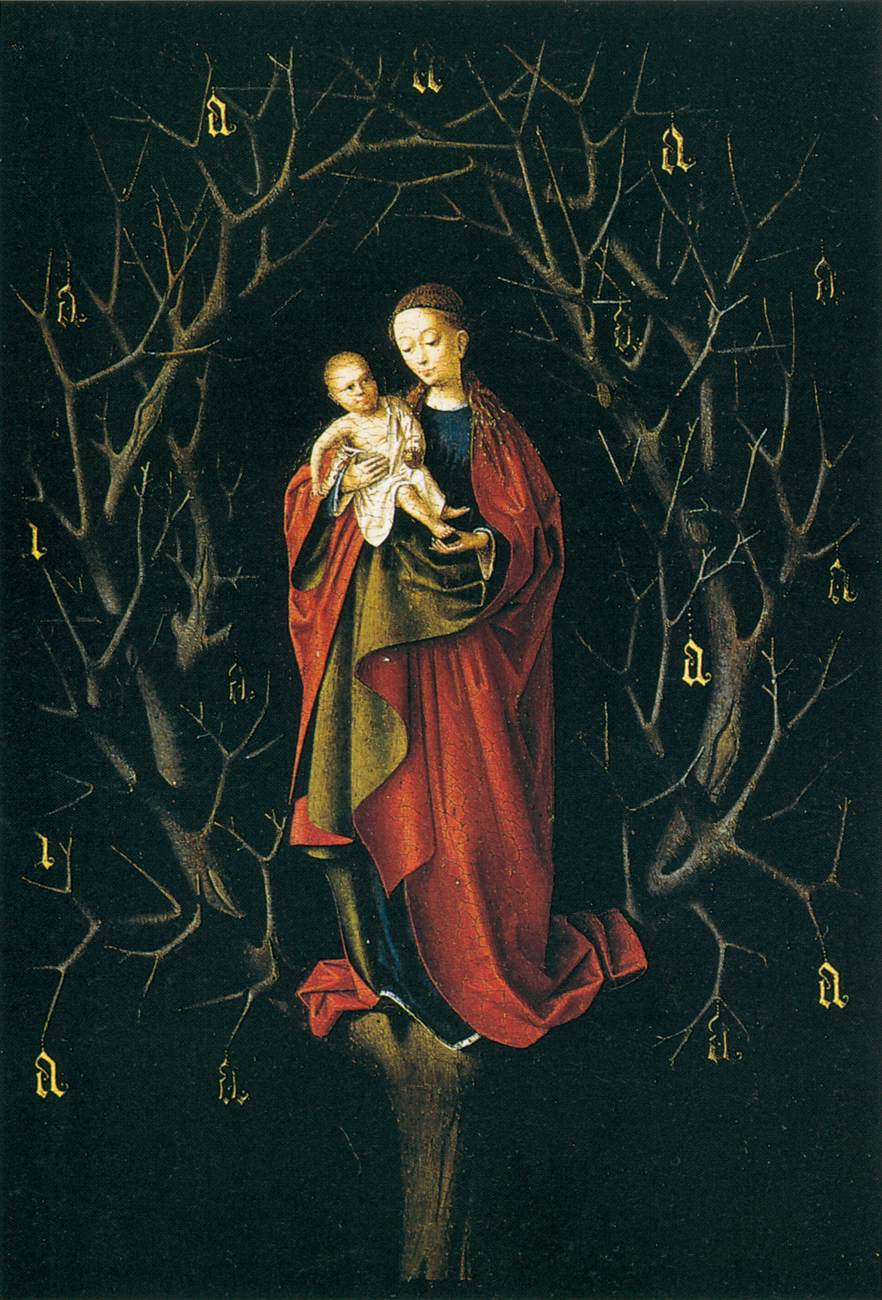
La Vierge à l'Arbre Sec (17.4 cm × 12.4 cm) de Petrus Christus, membre de la confrérie à partir de 1462. Cette œuvre était très probablement un tableau d'autel familial d'un membre de cette confrérie.

La Confrérie Notre-Dame de l'Arbre Sec (en flamand : Onze Lieve Vrouw van de Droge Boom, littéralement Fraternité de la Madone de l'Arbre Sec) est une confrérie religieuse médiévale fondée par Philippe le Bon, duc de Bourgogne à Bruges au XVe siècle. Elle disparaît au XIXe siècle à la mort de son dernier membre M. van Huerne de Puyenbeke (nl).
Engagée dans la charité et consacrée à l'Immaculée Conception de la Vierge. Cette société a rassemblé l'aristocratie et le clergé de la ville de Bruges pendant près de quatre siècles. Les ducs de Bourgogne en étaient les membres d'honneur. Elle possédait à Bruges une chapelle dans une église franciscaine des Frères minorités ou mineurs, détruite en 1578 pendant les guerres de religion. 

## La fondation de la confrérie
La date de l'institution de cette confrérie est méconnue. Cependant, d'après la tradition orale de cette confrérie, elle aurait été fondée par Philippe le Bon, duc de Bourgogne, pendant l'une de ses guerres contre la France : 
« Un jour ayant rangé son armée en bataille pour attaquer les Français et étant prêt à lancer ses bataillons sur l'ennemi il voit dans la plaine un arbre mort ou sec auquel se trouvait attachée une image de la Vierge Marie. Le prince se met aussitôt à genoux et ayant fait sa prière afin d'obtenir, par l'intercession de Marie, un heureux succès dans son entreprise. Il ordonne de commencer l'attaque et remporte sur son ennemi une victoire complète. De retour à Bruges, il en attribue toute la gloire à la puissante intercession de la Vierge et afin de perpétuer le souvenir de ce bienfait, il institue la confrérie de Notre Dame de l'Arbre sec et choisit les membres de cette institution parmi les principaux personnages de sa cour ». Tout ceci n'est qu'une tradition orale et les archives de la confrérie n'offrent aucun indice sur l'année de son érection.

## Le fonctionnement de la confrérie
La Confrérie Notre-Dame de l'Arbre Sec était une des plus illustres et des plus anciennes du pays. Son existence est antérieure à celle de l'ordre de la Toison d'or. Les plus nobles personnages du pays en faisaient alors partie et elle comptait parmi ses membres Charles le Hardi et la princesse Marie. Le nombre ordinaire des confrères était fixé à seize. 
La confrérie était présidée par un prévôt (en flamand, proost), qui était remplacé au bout de deux ans par voie d'élection. Chaque confrère devenait prévôt à son tour, par rang d'ancienneté. La confrérie avait aussi des gouverneurs ou des curateurs (zorgers), dont le nombre est d'abord fixé à quatre avant d'être ramené plus tard à deux, notamment au XVIIe siècle. Elle avait, en outre, un teneur de livres (bouckscrivere) et un clerc (clerck ou clerc). Chrétien de Coc est élu membre de la confrérie, en 1498, pour la tenue au courant du livre d'inscription des membres. En 1495, on alloue un salaire annuel de 6 livres de gros, payable à la mi-août. Le clerc reçoit chaque année pour ses services, de 1691 à 1693 et en 1702, 2 livres et demi de gros ou 15 florins, et de 1697 à 1699, 5 livres de gros. 
Les comptes de la confrérie, ordinairement bisannuels, se rendaient, en général, à la fin de chaque gestion prévôtale, par le prévôt sortant au prévôt entrant, en présence de deux ou plusieurs curateurs (zorgers). 
Le prévôt était obligé de donner, chaque année, un magnifique repas à ses confrères pendant deux jours de suite. Chaque prévôt avait le droit de faire admettre à ces repas sa femme ou une autre dame de son choix qui portait alors le titre de « prévôte » et était autorisée - en cette qualité - à assister aux fêtes de la confrérie durant quatre ans. Ainsi, il y avait toujours quatre dames parmi les confrères. Ces dames portaient la médaille de la confrérie, mais elle était plus petite que celle des confrères. Il revenait à ces dames la tâche de conférer le baptême d'admission aux nouveaux membres élus par les confrères. Au cours de cette cérémonie de réception au sein de la confrérie, les dames étaient chargées d'asperger légèrement la tête du récipiendaire d'eau de rose.
Les membres étaient soumis à une cotisation annuelle, appelée en flamand jaerghelde ou ghildegelde, qui, au début du XVIe siècle, était généralement de 12 deniers de gros. 
À leur entrée, ils s'engageaient à payer aussi une somme déterminée, à titre de dette mortuaire » (dood-schuld). Le montant est d'abord laissé à la libre volonté de chaque membre, mais la confrérie décide, le 10 septembre 1669, que dorénavant tout nouveau membre souscrirait au minimum pour 10 livres de gros, en considération de quoi il lui serait donné, à son admission, une médaille « en mémoire du très-illustre comte Philippe duc de Bourgogne. »
Les confrères assistaient aux séances un ruban de soie rouge au cou auquel se trouvait suspendu ladite médaille. Cette médaille était à l'origine en vermeil ; mais, en 1735 on fait faire une médaille en or du poids de six pistoles mais d'un diamètre moindre que celle en vermeil. Ces médailles en or mesuraient 55 millimètres de diamètre pour les hommes et 25 millimètres pour les femmes.
Cette confrérie avait des biens assez considérables et le prévôt en prélevait chaque année une somme de 200 florins argent de change pour subvenir aux frais du repas. La confrérie célébrait chaque année deux messes solennelles en musique en l'église de l'abbaye Saint-Augustin d'Eeckhoutte ; la première le jour de la sainte Trinité, la seconde à la fête de la nativité de la sainte Vierge, on en disait une troisième à laquelle les membres étaient tenus d'assister le jour où le prévôt offrait le repas à ses confrères. Ces messes donnaient lieu à d'importantes distributions de pain aux pauvres.
La confrérie fut enveloppée dans la suppression générale, décrétée par le célèbre édit de Joseph II du Saint-Empire, du 8 avril 1786. Néanmoins, elle continue à subsister en fait pendant plusieurs années et ne prend entièrement fin qu'en 1819.

## Hypothèses sur la date de création
Pour connaître la date de la fondation de la confrérie, les historiens ont essayé de déterminer quelle est la bataille qui a donné lieu à cette dévotion du duc de Bourgogne en la sainte Vierge. 

### Pour Charles-François Custis: 1421
Pour l'historien Charles-François Custis, la création de la confrérie se situe en 1421. 
Philippe III de Bourgogne naît le 29 janvier 1396 et succède à son père Jean sans Peur, assassiné le 10 septembre 1419. Le duc Philippe n'était présent à aucune bataille lorsque son père régnait, mais le meurtre de ce dernier sur l'ordre du Dauphin Charles le force à se venger. Le Dauphin nourrissait une haine profonde contre la maison de Bourgogne. Philippe pour rendre sa vengeance plus sûre s'allie avec le parti anglais et entreprend de fermer l'accès du trône au Dauphin. La reine de France participe à ce complot qui devait exclure son fils du trône et rallie son mari, Charles VI (qui était en état de démence) à ses vues. Catherine, la fille du roi de France est accordée en mariage à Henri V, roi d'Angleterre, qui, durant la vie du roi dément, devait gouverner la France et en hériter après sa mort. Rien n'est épargné pour éloigner le Dauphin du trône mais celui-ci parvient à tenir tête à ses ennemis. 
Plusieurs batailles ont lieu, mais aucune n'oppose directement le parti du Dauphin et les Bourguignons avant 1421. Le duc Philippe étant entré en Picardie avec son armée assiège la ville de Saint-Riquier vers la fin du mois de juillet 1421. Après y être resté un mois, il apprend qu'une puissante armée ennemie approchait pour le combattre et le forcer à lever le siège. Il ordonne à ses troupes de marcher à la rencontre de cette dernière et la jonction se produit le 31 août. Avant la bataille, le duc se fait créer chevalier des mains de Jean de Luxembourg. À peine la bataille a-t-elle commencé que la plus grande partie de l'armée du duc s'enfuit en désordre laissant ce dernier en danger. C'est alors que - étant resté en ordre de bataille avec environ cinq cents hommes - il se bat si vaillamment qu'il remporte une victoire complète. 
Outre ce combat, aucun autre affrontement entre Français et Bourguignons n'a lieu avant l'institution de l'Ordre de la Toison d'or par Philippe le Bon en 1430, si ce n'est le combat de Crevant en 1424, mais le duc n'y était pas en personne. Il y eut par ailleurs quelques affrontements mineurs en 1430 et 1431 auquel le duc ne participait pas, pas plus qu'à celle - plus importante - Montlhéry mais les historiens s'accordent à dire que le duc Philippe était alors en Flandre.
Ces faits laissent penser que la création de la Confrérie de Notre-Dame de l'Arbre Sec a eu lieu après le combat de Saint-Riquier. De plus, le chroniqueur de l'époque Enguerrand de Monstrelet raconte les circonstances de cette bataille et, après avoir assuré que le duc avait été en grand danger ajoute qu'après le gain de la bataille, il était allé d'abord à Abbeville dont il visite aussitôt l'église de Notre-Dame afin de lui rendre ses actions de grâces pour la victoire qu'il venait de remporter,. Le même auteur ajoute que Philippe ne rentra en Flandre qu'après avoir été en pèlerinage à Notre-Dame de Halle,. Il est probable que cette piété ait été une reconnaissance pour l'obtention de cette victoire. Un autre auteur contemporain semble confirmer cette opinion C est dans le Journal de Paris sous les règnes de Charles VI et Charles VII, que l'on trouve le passage suivant :

« Item en ce temps estoit le Duc de Bourgongne devant St Riquier en Pontieu et là tenait le siège ; et comme il voult aller à Boulongne sur la mer en pélérinaige les Arminaz (c'est-à-dire le parti du Dauphin) le sceurent et le cuiderent sourprendre mais, la Vierge Marie y fist miracle, car une partie de ses gens le laissa et s'enfuirent, comme consentans de la venuë des Arminaz, mais malgré eux par la grâce de Dieu et de sa y glorieuse mère ; les Arminaz furent desconfiz et en demoura bien onze cent en la place, sans les cappitaines qui furent prins et tous les grans qui la estoient furent menez en divers prisons. »

Ces circonstances s'accordent parfaitement avec la tradition à tel point qu'elles permettent à Curtis d'affirmer que cette confrérie est instituée en 1421, neuf ans avant l'ordre de la Toison d'or. 

### Remise en cause de l'hypothèse de Custis
L'existence de certains documents antérieurs à 1421 viennent cependant contredire les hypothèses de Custis. 
Ainsi une charte du 20 décembre 1396, portant le sceau de l'ancien couvent des frères mineurs à Bruges (mindebrocders recolleten), provenant des archives de la confrérie, mentionne l'existence de cette confrérie en 1396, l'année de la naissance de Philippe le Bon. Par cet écrit, le couvent, représenté par le frère Vincent de Jonghe, son supérieur (gardiaen), prend rengagement envers la confrérie de Notre-Dame de l'Arbre Sec, de célébrer de la manière convenue les services divins, « qui étaient ordonnés autrefois » (die voortyds geordonneert waren). Par ailleurs, il est fait mention de la confrérie dans le compte de la ville de Bruges, de 1410-1411. Philippe le Bon ne serait donc pas le fondateur, mais plutôt le restaurateur ou le bienfaiteur de cette confrérie. 
Beaucourt de Noortvelde raconte que ce fut l'abbé L. Haustchilt qui érigea la confrérie du secours, connue sous le nom de Droogen Boom (Arbre Sec), tant pour les ecclésiastiques que pour les séculiers, lesquels séculiers y recevaient le nom de Frates ad Succurendum, et que, parmi les personnages illustres qui y entrèrent, est admis, en 1400, Louis Percy, comte de Northumberland. 
Selon Beaucourt, plusieurs prélats reçoivent également une médaille semblable, entre autres, Pierre d'Ailly dit le « cardinal de Cambrai », ainsi que Jean, archevêque de Riga, lesquels se firent un grand honneur d'être membres de cette confrérie. Jean, duc de Berry, fils de Jean II et frère de Charles V, rois de France, entre aussi dans la congrégation et est fait frater ad Suceur rendum sous l'abbé Hautschilt, qui se rend expressément à Paris pour lui remettre la médaille. 
Aux yeux de l'auteur d'une notice intitulée Van den Droogen Boom, il paraît certain que les fratres ad Succurrendum n'avaient absolument aucun rapport avec la confrérie de Notre-Dame de l'Arbre Sec. Quoi qu'il en soit, les personnages les plus importants du pays ne dédaignaient pas de faire partie de la confrérie. Parmi ses membres, outre Philippe le Bon, sa femme Isabelle, Charles le Téméraire, sa femme, la comtesse de Charolais, Philippe le Beau, Antoine bâtard de Bourgogne, Baudouin bâtard de Bourgogne, Jean de Bourgogne, prévôt de Saint-Donatien, Philippe de Bourgogne, seigneur de Bevere, sa femme Anne de Boorsele, son fils Adolphe et ses filles Anne, Charlotte et Marguerite, le prince Louis de Chimay, le comte Engelbert de Nassau, etc.

## Membres notables
En italique la date d'entrée dans la confrérie.
- Philippe III de Bourgogne (fondateur : 1421 ?)
- Charles le Hardi
- Marie de Bourgogne
- Pierre Lanchals

- Charles-François Custis
- Joseph van Huerne de Puyenbeke (nl)

Artistes
- Petrus Christus (1462)
- Gérard David (1507)